# Moda na década de 1840
A moda dos anos 1840 em roupas europeias e de influência europeia é caracterizada por uma linha de ombros estreita e natural, abandona-se as mangas bufantes exageradas do final dos anos 1820 e início dos anos 1830. O ombro mais estreito foi acompanhado por uma cintura mais baixa para homens e mulheres. Valorizando a simplicidade e a modéstia com influência de movimentos  artísticos da época, como o surgimento do renascentismo gótico e o romantismo desaparecendo. Sendo totalmente oposto as décadas que lhe fazem divisas, cujo podem se adequar a outros conceitos do século XIX.

## Moda feminina

### Vestidos

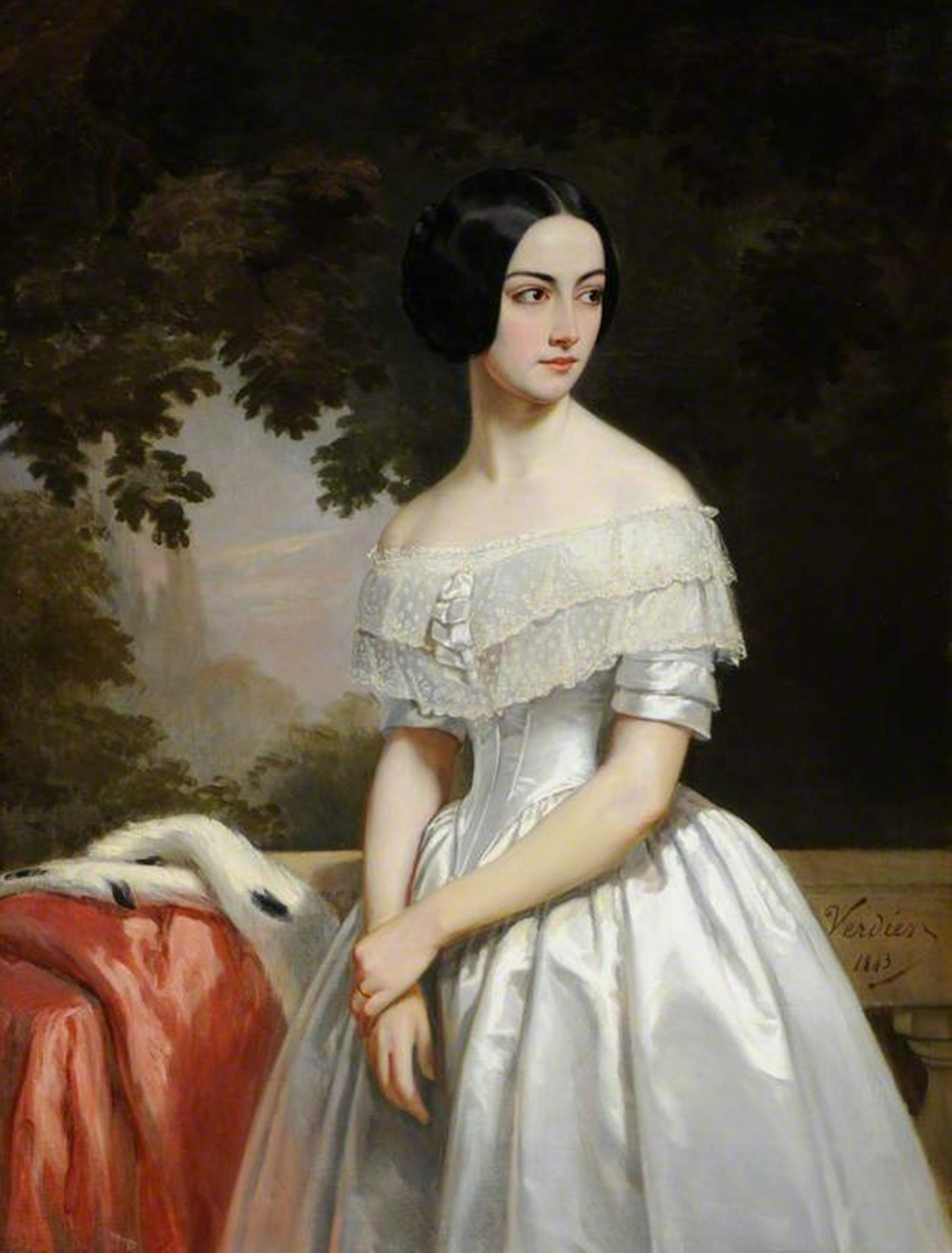
Mary Matthews usando um vestido de baile com gola bertha e corpete rente ao busto, pintura á óleo por Marcel Verdier, 1843.

Os ombros eram estreitos e inclinados, a cintura tornou-se baixa e pontuda e os detalhes das mangas migraram do cotovelo para os pulsos. Na década anterior, onde painéis de tecido plissado envolviam o busto e os ombros, agora eles formavam um triângulo do ombro até à cintura nos vestidos diurnos. 
As saias evoluíram de um formato cônico para um formato de sino. Saias rodadas eram feitas principalmente por meio de camadas de anáguas. O peso crescente e a inconveniência das camadas de anáguas engomadas levariam ao desenvolvimento da crinolina na segunda metade da década de 1850 (1856).
As mangas eram mais estreitas e o volume caía logo abaixo do ombro no início da década para a parte inferior do braço, levando às mangas de pagoda das décadas de 1850 e 1860.
Os vestidos noturnos eram usados na altura dos ombro e apresentavam babados largos que iam até o cotovelo, muitas vezes de renda. Eles foram usados com xailes transparentes e luvas de couro longas. Ocasionalmente, golas bertha (uma espécie de gola com pregas) poderiam ser adicionadas na altura dos seios.

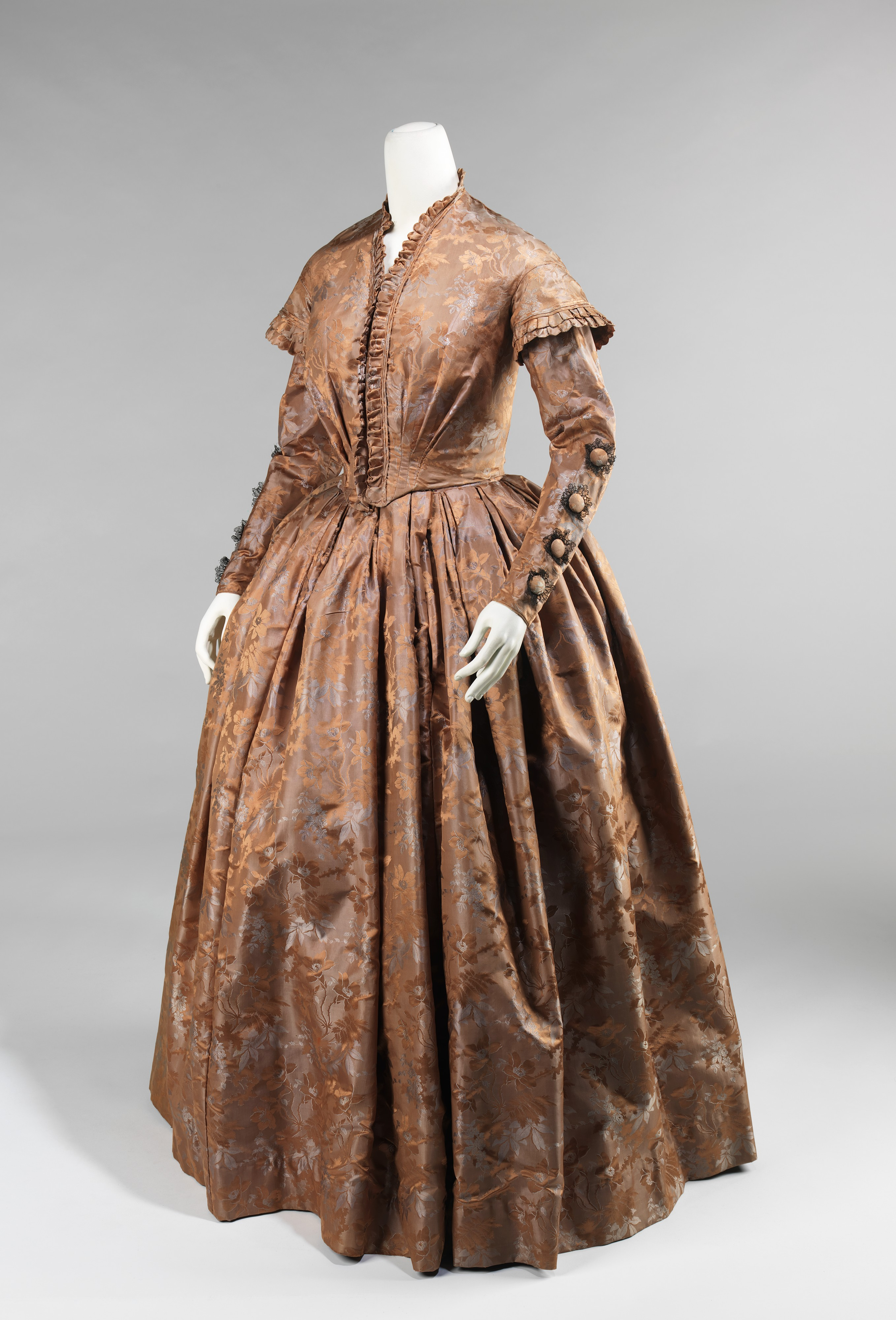
Vestido vespertino c. 1845-1849, MET Museum.

### Penteados e chapéus

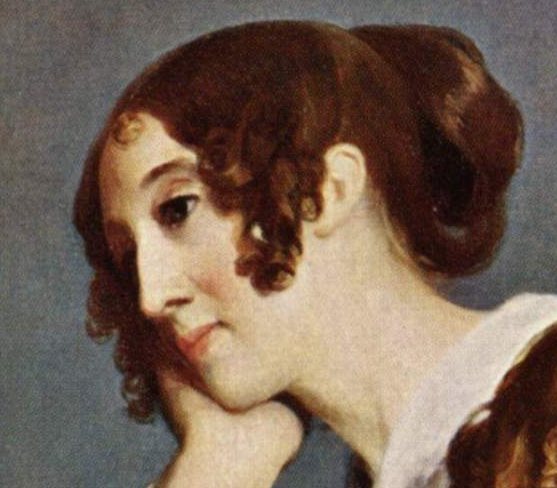
Penteado com cachos de 1840

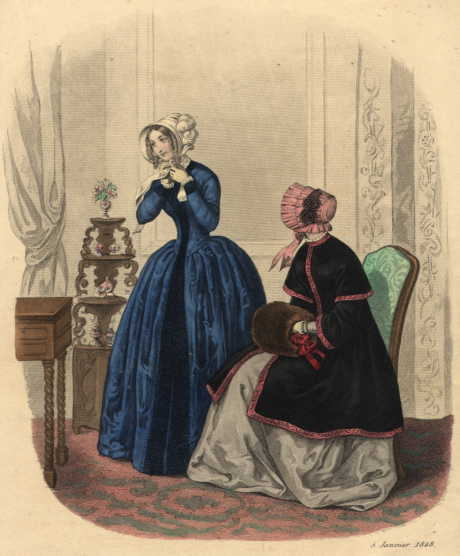
Moças em vestidos de inverno, 1848, usando gorros e capas.

Os penteados amplos exagerados da década anterior deram lugar a tendências que mantinham o cabelo mais próximo da cabeça, e o coque ou nó alto descia para a parte de trás da cabeça. O cabelo ainda estava geralmente partido ao meio. Longos cachos isolados pendurados para baixo nas laterais (às vezes chamados de "cachos spaniel") eram usados, muitas vezes sem muita relação com a forma como o resto do cabelo era penteado. Alternativamente, o cabelo lateral pode ser alisado para trás sobre as orelhas ou enrolado e trançado, com as pontas dobradas no coque na parte de trás.
Gorros (bonnets) de linho com babados, rendas e fitas eram usados por mulheres casadas em ambientes fechados, especialmente para o dia. Eles também podem ser usados no jardim com um guarda-sol. Os gorros para vestimentas de rua eram menores do que na década anterior e menos decorados. As decorações que adornavam os gorros incluíam flores na aba interna ou um véu que poderia ser colocado sobre o rosto. As mulheres casadas usavam bonés sob os gorros. A coroa e a aba do boné criavam uma linha horizontal e, quando amarrada sob o queixo, a aba criava uma bela moldura ao redor do rosto.  Esse estilo também era frequentemente chamado de bonnet "depósito de carvão", por causa de sua semelhança com as conchas de metal usadas para colocar carvão nas fornalhas. 
À noite, penas, pérolas, rendas ou fitas eram usadas no cabelo. Havia também um pequeno gorro sem aba usado com a fita desamarrada na nuca.  

### Acessórios
Alguns acessórios de mão muito usados eram um novo tipo de luvas, e o comprimento geralmente ia até o antebraço, essas novas luvas tinham um acabamento rendado em sofisticados designs de flores, porém, tiverem mais popularidade na França do que outros países Ocidentais no geral.
Outro acessório era uma pequena bolsa. As bolsas costumavam ser de cetim branco e bordadas ou pintadas. O revestimento externo costumavam ser verdes ou brancas e com borlas.  Havia também bolsas de linho de crochê.

### Calçados
Os sapatos eram feitos dos mesmos materiais das bolsas. Havia calçados de linho ou crochê. Sapatilhas eram produzidas a partir de cetim, brocado com cores vivas amarrados no tornozelo com fita de seda. 

## Moda masculina

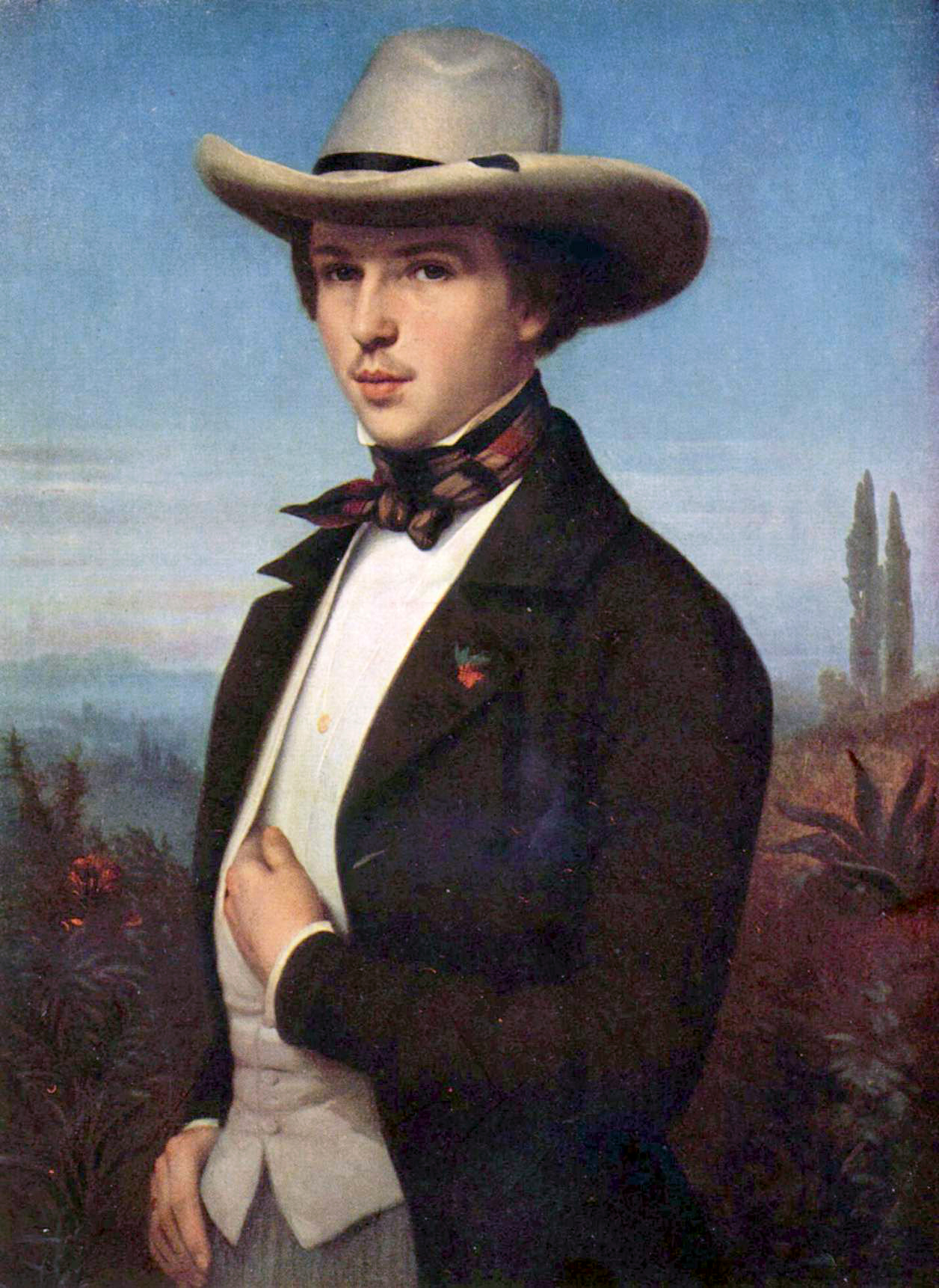
Pintor de paisagens Oswald Achenbach usa um chapéu de aba larga para uma viagem de pintura pela Itália. Ele usa um ascot listrado e seu colete tem o peito arredondado e a cintura baixa do final da década de 1840. O colete termina com duas pontas na cintura rebaixada e contrasta tanto com a calça listrada quanto com o casaco marrom. Estilos semelhantes foram usados no oeste americano nesta época.

Nesse período, as paletas de moda masculina mostram a cintura rebaixada assumindo um ponto marcante na cintura frontal, que é acompanhada por um peito cheio e arredondado.  Príncipe Albert (marido da Rainha Vitória) teve uma grande influência na moda masculina, principalmente por causa de sua tenra idade na época da coroação de sua esposa, e sua grande atenção à sua aparência  .  Portanto, as roupas, principalmente de cavalheiros de classe alta, continuaram a seguir a tendência das décadas anteriores, com ombros e tórax cheios e cintura bem justa.

### Camisas e gravatas
As camisas de linho ou algodão apresentavam golas mais baixas, ocasionalmente viradas para baixo e eram usadas com gravatas largas ou gravatas amarradas de várias maneiras diferentes:
1. Em torno do pescoço, com nó na frente e estufado para esconder a gola da camisa e criar um pescoço semelhante a um pombo
2. Semelhante à primeira versão, mas enfiado no colete
3. Em volta do pescoço e com um nó em uma gravata borboleta
4. O "Osbaldiston", um nó em forma de barril sob o queixo
5. Com um laço largo e pontiagudo.  As gravatas escuras eram populares para uso diário e as estampadas eram usadas no país. [6]

Nessa época, o dickey foi introduzido, uma camisa geralmente feita de cetim.  Foi usado como um visual "intencionalmente bagunçado". 

### Casacos e coletes
Casacos (em francês redingotes) eram usados para o dia-a-dia informal, iam até a panturrilha e podiam ser trespassados.  Os ombros eram mais estreitos e ligeiramente inclinados.  Os coletes ou coletes eram trespassados ou trespassados, com xale ou gola entalhada, podendo ser finalizados em pontas duplas na cintura rebaixada.
Um casaco matinal cortado era usado com calças leves para qualquer ocasião formal durante o dia;  vestido de noite exigia um casaco e calças escuras.
Uma  sobrecasaca era um casaco justo com a frente cortada até a cintura, isto era para uso casual.
Um colete substitui o colete nessa época, eles ainda eram muito decorativos sem gola.
Um  pardessus para os homens era uma grande capa preta formal com um jugo na linha dos ombros.
Um casaco chesterfield era um casaco forrado de pele até a panturrilha, com gola, punhos e lapelas de pele.  Também não havia costura na cintura.

### Calças
As calças compridas tinham frentes abauladas.  As calças continuaram sendo uma exigência para funções formais na corte britânica (como seriam ao longo do século).  Calças continuaram a ser usadas para passeios a cavalo e outras atividades rurais, especialmente na Grã-Bretanha, com botas de cano alto.

### Chapéus e penteados
As coroas das chapéus altos eram mais retas do que no período anterior e aumentaram em direção à forma de chaminé dos anos 1850.  Eles eram essenciais para ocasiões formais e durante passeios na cidade.
Chapéus de abas largas eram usados ao ar livre em climas ensolarados.  Cabelo cacheado e costeletas continuaram na moda, junto com bigodes.